# Ihsan Ilahi Zhahir
Ihsan Ilahi Zhahir ou Ehsan Elahi Zaheer (en arabe : إحسان إلهي ظهير), né le 31 mai 1945 à Sialkot au Pakistan et mort assassiné le 30 mars 1987 à Riyad en Arabie saoudite, est un théologien pakistanais sunnite.

## Travaux
Ihsan Ilahi Zhahir est né le 31 mai 1945 à Sialkot, dans le Pendjab. Il est diplômé d'une licence en sharî'ah à l'université islamique de Médine en 1961. Il a été influencé par Muhammad Nasir-ud-Din al-Albani, professeur de hadîth de Médine à l'époque.
Il est également titulaire d'une licence en droit et sciences politiques de l'université du Pendjab ainsi que de magistères en sharî'ah, en langue arabe, en persan et en ourdou, et en sciences politiques de l'université du Pendjab.
Il est connu et particulièrement influent du fait de ses sermons radicaux et ses livres anti-ahmadis et surtout anti-chiites, considérant ces derniers comme des infidèles étrangers à l'islam et des agents sionistes. Son organisation est financée par l'Arabie saoudite et ses travaux diffusés par les ambassades du pays. Il est à ce titre accusé d'avoir inspiré les émeutes anti-chiites de Karachi en 1983 et de Lahore en 1986. Cette dernière année, il fonde la Jamiat Ahle Hadith. 

## Mort
Le 23 mars 1987, il est gravement blessé dans un attentat à l'explosif alors qu'il donnait une conférence à Lahore. Transféré dans un hôpital de Riyad en Arabie saoudite, il meurt le 30 mars 1987. Il est le premier haut dignitaire musulman assassiné dans le cadre des montantes violences sectaires entre sunnites et chiites. L'année suivante, son rival chiite Arif Hussain Hussaini est à son tour assassiné,,. 
Ses funérailles sont menées en Arabie saoudite et il est enterré à Al Baqi. Des officiels du gouvernement de Muhammad Zia-ul-Haq assistent à la cérémonie, dont le chef de l'ISI Akhtar Abdur Rahman. Son fils Ibtisam Ilahi Zahir lui succède à la tête du parti,.

## Œuvres
Ihsân Ilâhî Zhahîr s'est illustré surtout par ses réfutations et ses répliques aux chiites. Parmi ses principaux livres :
- Ash-Shî'atu wa-Ssunnah
- Ash-Shî'atu wa ahl ul-Bayt
- Ash-Shî'atu wa-Ttashayyu'
- Ash-Shî'atu wal-Qur`ân
- Al-Qâdiyâniyyah
- Al-Bahâ`iyyah
- At-Tasawwuf : Al-Mansha`u wal-masâdir